# Elektrometeor
Elektrometeor je jev, v meteorologickém smyslu, při kterém se viditelně anebo slyšitelně projevuje atmosférická elektřina. Elektrometeorem je blesk, bouřka, hřmění, blýskavice, Eliášův oheň, ale také polární záře a zatím nevysvětlený kulový blesk.